# Bunaea punctigera
Bunaea punctigera är en fjärilsart som beskrevs av Hans Daniel Johan Wallengren 1860. Bunaea punctigera ingår i släktet Bunaea och familjen påfågelsspinnare. Inga underarter finns listade i Catalogue of Life.